# Condado de Flathead
O Condado de Flathead (em inglês:  Flathead County) é um dos 56 condados do estado norte-americano de Montana. A sede e maior cidade do condado é Kalispell. Foi fundado em 1893 e recebeu o seu nome devido à nação ameríndia Flathead, que era uma confederação das tribos Salish e Kootenai.
O condado possui uma área de 13 614 km², dos quais 13 177 km² estão cobertos por terra e 437 km² por água, uma população de 90 928 habitantes, e uma densidade populacional de 6,9 hab/km² (segundo o censo nacional de 2010). É o terceiro condado mais populoso de Montana.